# نظام‌آباد (داراب)
نظام‌آباد، روستایی در دهستان رستاق بخش رستاق شهرستان داراب در استان فارس ایران است.

## جمعیت
بر پایه سرشماری عمومی نفوس و مسکن در سال ۱۳۹۵، جمعیت این روستا برابر با ۱۳۷ نفر (۴۳ خانوار) بوده است.